# Ocnogyna parasita
Ocnogyna parasita is een vlinder uit de familie van de spinneruilen (Erebidae), onderfamilie beervlinders (Arctiinae). De wetenschappelijke naam van de 
soort is voor het eerst geldig gepubliceerd in 1790 door Hübner.
Deze nachtvlinder komt voor in Europa.